# آن سیوتکوویچ
آن سیوتکوویچ (انگلیسی: Ann Cvetkovich؛ زادهٔ ۱ ژانویهٔ ۱۹۵۷) اهل ایالات متحده آمریکا استاد دانشگاه و مدیر سابق مؤسسه فمینیستی تحول اجتماعی (مؤسسه مطالعات زنان و جنسیت پائولین جویت سابق) در دانشگاه کارلتون در اتاوا است. تا سال ۲۰۱۹، او استاد در دانشگاه تگزاس در آستین بود.

## افسردگی: یک احساس عمومی (۲۰۱۲)
در افسردگی: یک احساس عمومی، سیوتکوویچ به افسردگی به عنوان یک پدیده فرهنگی و اجتماعی به جای یک بیماری پزشکی نگاه می‌کند. او مدل بیولوژیکی افسردگی و اهمیت نقد فرهنگی و تجربه فردی را به عنوان دانش جایگزین – و شاید حتی مهم‌تر – از افسردگی نشان می‌دهد. او با قرار دادن کار خود در رابطه با پروژه بزرگتر احساسات عمومی، دنیای خصوصی احساسات را به دنیای عمومی سیاست مرتبط می‌کند و افسردگی را با سرمایه‌داری نئولیبرال مرتبط می‌کند. در حالی که سیوتکوویچ بررسی می‌کند که چگونه احساسات افسردگی «توسط نیروهای اجتماعی ایجاد می‌شود»، او همچنین بر جنبه‌های عادی و روزمره افسردگی تأکید می‌کند و سعی می‌کند «چگونه احساس می‌کند.»
کتاب سیوتکوویچ که به دو بخش تقسیم شده‌است بخشی از خاطرات شخصی و بخشی مقاله انتقادی است. هدف سیوتکوویچ با کنار هم قرار دادن این ژانرهای نوشتاری، تولید «تحلیلی فرهنگی است که می‌تواند افسردگی را به‌عنوان مقوله‌ای تاریخی، تجربه‌ای احساس‌شده، و نقطه ورود به بحث‌ها نه تنها دربارهٔ تئوری و فرهنگ معاصر، بلکه دربارهٔ نحوه زندگی کردن» به‌خوبی نشان دهد.